# ムラカ・モノレール

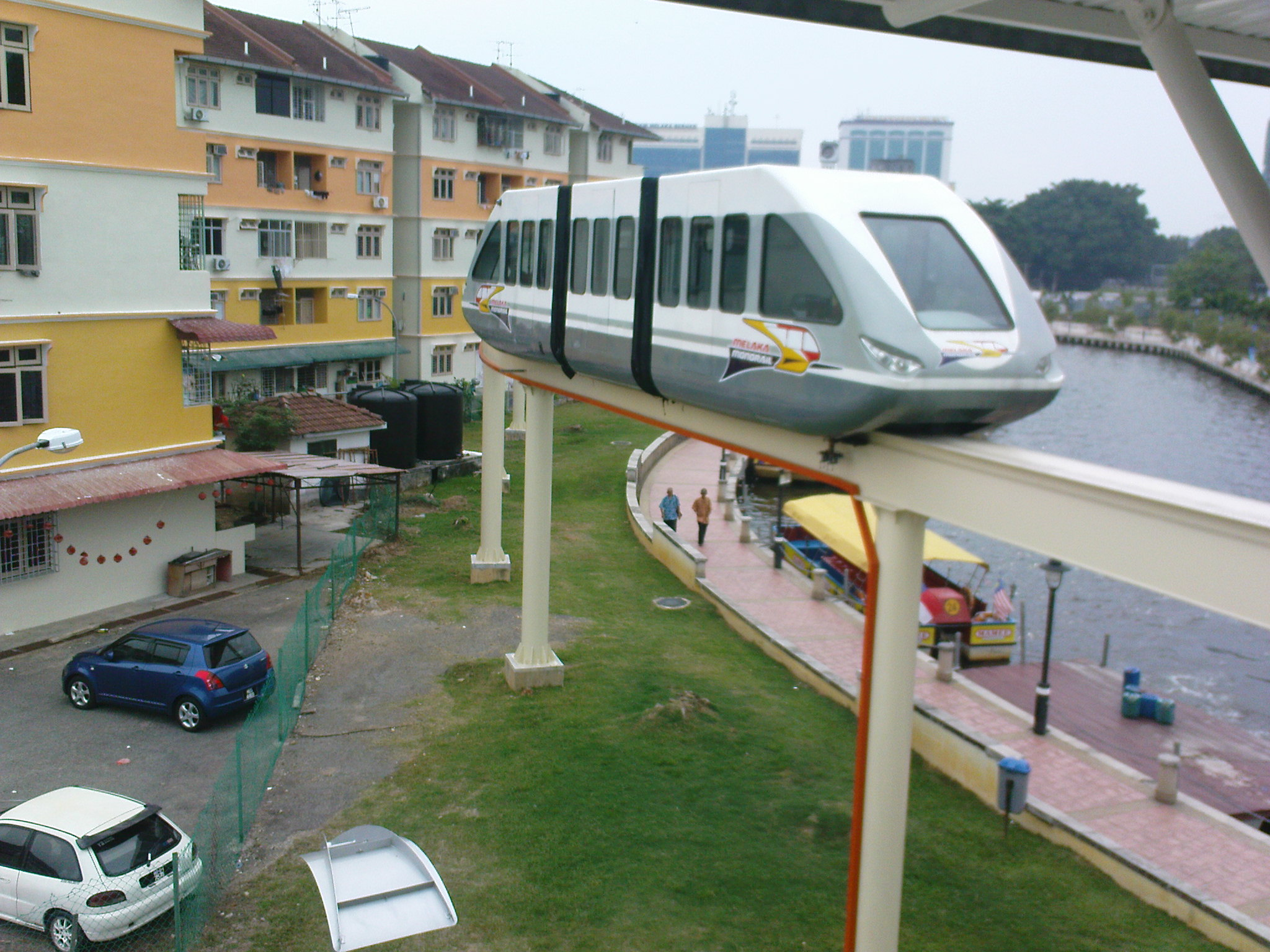
マラッカ・モノレール（マラッカ・モノレール）

マラッカ・モノレール（マレー語: Melaka Monorail 英: Malacca Monorail）は、マレーシアマラッカ州マラッカ市にあるモノレールである。
当システムの第一段階として、1,590万リンギット (RM) の建設費用にて建設された、プンカラン・ラーマ (Pengkalan Rama) のタマン・ルンパ (Taman Rempah) からカンポン・ブンガ・ラヤ・パンタイ (Kampung Bunga Raya Pantai) までの延長1.6kmに及ぶ路線であり、2010年10月21日に公共交通機関として開業した。
しかしながら、開業した数時間後に、当モノレールが停止してしまい、車内の乗客20人が立ち往生した。
2010年12月現在、類似した一連の問題発生後、当モノレールはもはや使用可能な状態ではなかった。
それにもかかわらず、最近になって当モノレールが夜に試運転を実施しているのが見つかっている。そして、2017年12月4日に新線を伸ばし、再稼働した。しかし直後に稼働停止。2023年8月現在も停止中である。